# Гварацано (Салерно)
Гварацано је насеље у Италији у округу Салерно, региону Кампанија.
Према процени из 2011. у насељу је живело 80 становника. Насеље се налази на надморској висини од 591 м.